# Liste des romans de Larry Bash
La série Larry J. Bash  a connu dix titres, signés Lieutenant X, pseudonyme de Vladimir Volkoff, et parus dans la collection Bibliothèque verte chez Hachette.

## Comment je suis devenu détective privé
- Parution : 1980.
- Intrigue : Larry Bash enquête avec M. Ney sur un cambriolage commis dans l’agence du vieux détective.

## Comment j'ai mené ma première enquête
- Parution : 1re édition française : 1980. Illustrations de Robert Bressy. Réédition en 1988 (bib. verte no 601).  (ISBN 2-01-014403-1)
- Résumé détaillé :

## Comment j'ai été l'otage d'un tueur
- Parution : 1re édition française : 1980. Illustrations de Robert Bressy. Réédition en 1989 (bib. verte no 602).  (ISBN 2-01-015166-6)
- Résumé détaillé :

## Comment j'ai enquêté sur un assassinat
- Parution : 1re édition française : 1981. Illustrations de Robert Bressy. Réédition en 1989 (bib. verte no 603).  (ISBN 2-01-015455-X)
- Résumé détaillé :

- Résumé détaillé du début du roman sur un blog

## Comment j'ai déterré un témoin capital
- Date de publication : 1981.
- Intrigue : Larry Bash enquête avec M. Ney sur l'enlèvement d'une jeune fille, Candy, dont le père, Herbert Blackstone, est député à la Chambre des représentants et doit prochainement donner son avis sur un important projet immobilier. Plusieurs proches de la jeune fille sont suspects, à commencer par son petit ami et par l'agent électoral du député.

## Comment j'ai aidé un faiseur de clair de lune
- Parution : 1re édition française : 1981. Illustrations de Robert Bressy.
- Thème : Dans cette aventure, Larry aide un « faiseur de clair de lune », c'est-à-dire un bouilleur de cru qui fabrique illégalement de l'alcool.
- Résumé détaillé :

## Comment j'ai volé un Picasso
- Date de publication : 1982.
- Intrigue : Larry Bash enquête avec M. Ney sur le vol d'un tableau de Picasso.

## Comment j'ai fait taire un maître chanteur
- Parution : 1re édition française : 1982. Illustrations de Robert Bressy.  (ISBN 2-01-008742-9)
- Résumé :

## Comment j'ai gagné la Guerre de Sécession
- Date de publication : 1983.
- Intrigue : Larry Bash enquête sur diverses dégradations commises au sein de la propriété d'une vieille dame qui croit revivre la période de la Guerre de Sécession.

## Comment j'ai capturé un fantôme
- Date de publication : 1984.
- Intrigue : M. Ney et Larry sont chargés par M. Mopey de découvrir l'identité de celui qui envoie des menaces de mort à son épouse. Celle-ci, qui est cardiaque, pourrait faire un infarctus si les envois devaient continuer. Mopey confie aux deux détectives qu'il pense que les menaces proviennent… d'un fantôme.